# L-01K
V30+ L-01K（ブイサーティー プラス エルゼロイチケー）は、韓国のLGエレクトロニクスによって日本国内向けに開発された、NTTドコモの第4世代移動通信システム（PREMIUM 4G）・第3.9世代移動通信システム（Xi）・第3世代移動通信システム（FOMA）対応端末である。ドコモ スマートフォン（第2期）のひとつ。ここでは漫画「ジョジョの奇妙な冒険」とのコラボレーションモデルであるJOJO L-02K（ジョジョ エルゼロニケー）についても説明する。

## 概要
L-01Jの後継機種で、グローバルモデルであるLG V30の日本国内ローカライズモデルとなる。なお、グローバル版では64GBモデルのV30と128GBモデルのV30+の2種類が用意されているが、ドコモではこのうち128GBモデルのV30+を取り扱うことになる。
先代機種と比較して画面サイズがアップしており、さらにGoogleのVRプラットフォーム「Daydream」にも対応している。先代機種ではIPS液晶を採用していたが、本機種では有機ELを採用している。
動画撮影機能が強化されており、映画のように撮影することができる「Cine Video」機能を搭載。また、動画撮影時に自然なズームを可能とする「ポイントズーム」機能が搭載されており、タッチした場所が自然に画面の中央に来るようにズームすることが可能となっている。
音響面では先代機種に引き続きバングアンドオルフセンが監修しており、新たにMQAフォーマットの再生にも対応している。
その他の機能として新たにMIL-STD 810G相当の耐衝撃性能を装備している。
キャッチコピーは「映像の革命を手のひらに。「Daydream」対応有機ELスマホ」。

## JOJO L-02K
漫画『ジョジョの奇妙な冒険』とのコラボレーションモデルで、2012年に発売されたL-06D JOJO以来約5年半ぶりの同社のスマートフォンとのコラボレーションモデルとなる。
背面には第5部『黄金の風』に登場するスタンド「ゴールドエクスペリエンス」が刻印されている。
その他の性能はL-01Kとほぼ同等となっている。なお、本機種の「JOJO White」はグローバル版には用意されていないホワイト系のカラーバリエーションとなる。

## 主な機能
| 主な対応サービス                                                             | 主な対応サービス                                      | 主な対応サービス                     | 主な対応サービス                                                  |
| ---------------------------------------------------------------------------- | ----------------------------------------------------- | ------------------------------------ | ----------------------------------------------------------------- |
| タッチパネル/加速度センサー                                                  | PREMIUM 4G/Xi/FOMAハイスピード/VoLTE(HD+対応)         | Bluetooth                            | dカード/おサイフケータイ/NFC/かざしてリンク/赤外線/トルカ         |
| ワンセグ/フルセグ                                                            | メロディコール                                        | テザリング                           | WiFi IEEE802.11a/b/g/n/ac                                         |
| GPS                                                                          | ドコモメール/電話帳バックアップ                       | デコメール/デコメ絵文字/デコメアニメ | iチャネル                                                         |
| エリアメール/ソフトウェアーアップデート自動更新/生体認証 (指紋／虹彩)/スグ電 | デジタルオーディオプレーヤー(WMA・MP3他)/ハイレゾ音源 | GSM/3Gローミング(WORLD WING)         | フルブラウザ/Flash Player                                         |
| Google Play/dメニュー/dマーケット                                            | Gmail/Google Talk/YouTube/Picasa                      | バーコードリーダ/名刺リーダ          | ドコモ地図ナビ/ドコモ ドライブネット/Google Maps/ストリートビュー |

## 歴史
- 2017年8月31日（現地時間） - ドイツ・ベルリンの家電展示会「IFA 2017」にてLGエレクトロニクスよりグローバルモデル発表。この時点では日本国内での販売は未定だったがDaydreamの日本国内での販売と同時に示唆されていた[8]。
- 2017年10月18日 -  NTTドコモより公式発表。

## アップデート
2018年4月12日
- より快適に利用できるように品質を改善。
- セキュリティの更新（セキュリティパッチレベルが2018年3月に）。

2018年6月26日
- カメラ機能の向上。
- セキュリティの更新（セキュリティパッチレベルが2018年6月に）。

2018年7月25日
- より快適に利用できるように品質を改善。
- セキュリティの更新（セキュリティパッチレベルが2018年7月に）。

2018年10月2日
- セキュリティの更新（セキュリティパッチレベルが2018年9月に）。

2018年12月17日
- より快適に利用できるように品質を改善。
- セキュリティの更新（セキュリティパッチレベルが2018年11月に）。

2019年2月12日
- セキュリティの更新（セキュリティパッチレベルが2019年1月に）。